# Remonte (esquí)

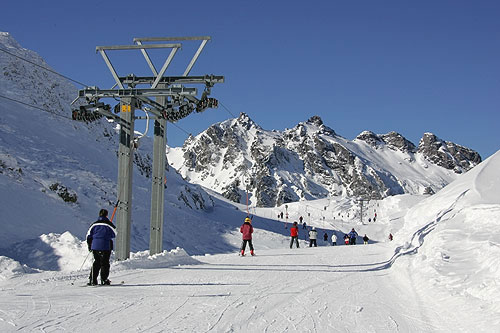
Un remonte en la ladera de una montaña en Suiza.

En esquí, se entiende por remonte a distintos tipos de máquinas, generalmente movidas por potentes motores eléctricos, que sirven para subir a los aficionados de los deportes invernales de las cotas bajas a las cotas más altas de las estaciones de esquí. Destacan los siguientes:
- cinta transportadora
- funicular
- funitel
- telebaby
- telecabina
- telecuerda
- teleférico
- telesilla
- telesquí